# Ngoen Yang

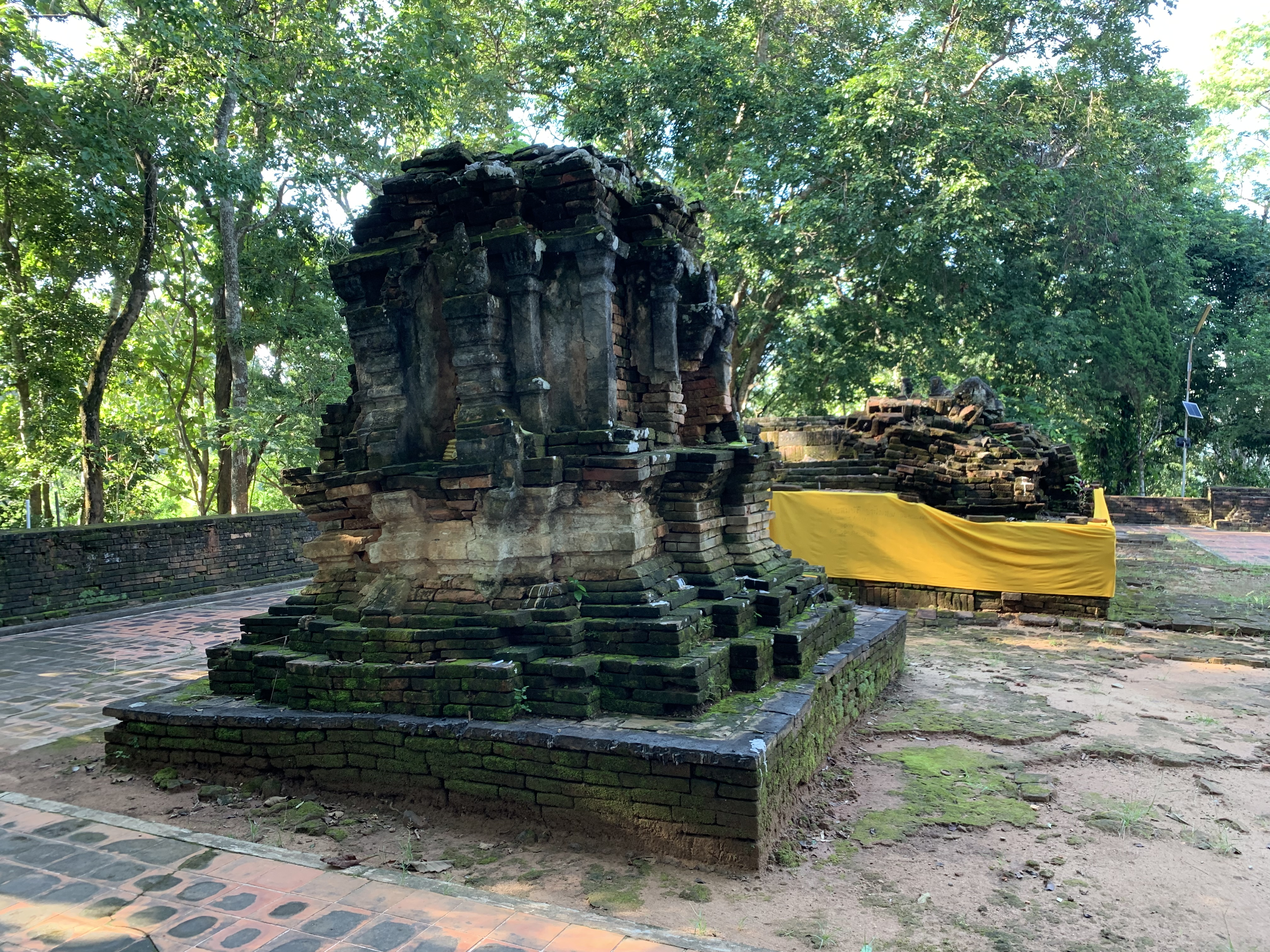
Der Legende nach wurde der Wat Phra That Doi Pu Khao (im Bild) von einem König von Ngernyaang erbaut.

Das Königreich Ngoen Yang (vorher Hiran, thailändisch อาณาจักรหิรัญเงินยาง, chinesische Quellen nennen Ba Bai Xifu) war zwischen dem 7. und dem 13. Jahrhundert ein Herrschaftsgebiet der Tai Yuan in Nord-Thailand. Ngoen Yang löste das frühere Königreich Yonok ab.
Die erste Hauptstadt des neuen Königreiches lag bei Vieng Prueksa (dem alten Hiran) in der heutigen Amphoe Mae Sai, später bei Ngoen Yang (dem heutigen Chiang Saen) in der Provinz Chiang Rai. König Mengrai war der letzte König von Ngoen Yang und bildete 1262 das neue Reich Lan Na mit der neuen Hauptstadt Chiang Rai.
545 zerstörte ein Erdbeben die Hauptstadt von Yonok, Nak Nakhon. Die Tai zogen dann nach Vieng Prueksa („Stadt der Räte“) und bildeten eine Wahlmonarchie. 638 zwang jedoch König Kalavarnadit von Lavo (Lop Buri) die Bürger von Vieng Prueksa, Lavachakkraj als ihren König zu akzeptieren. Dieser scheint ein Stammesführer aus der Umgegend gewesen zu sein, vielleicht ein Angehöriger des Bergvolkes der Lawa, der die Gunst Lavos erringen konnte; jedenfalls benannte er Vieng Prueksa in Hiran um. Die Lavachakkraj-Dynastie herrschte etwa 700 Jahre.
Um 850 gründete der neunte König von Hiran die Stadt Ngoen Yang bei Chiang Saen und bildete dort später die neue Hauptstadt. Das Territorium erstreckte sich von Chiang Saen im Westen in Teile des nördlichen Laos von Luang Phrabang bis nach Thaeng (nahe dem heutigen Dien Bien Phu) in Vietnam. Das Königreich Chiang Hung (Heokam) der Tai Lue brachte Ngoen Yang um 1250 unter seine Kontrolle, bis die Invasion der Mongolen eine erneute Verschiebung der Machtverhältnisse mit sich brachte und 1287 zu einem dreiseitigen Abkommen zwischen Mengrai, Ramkhamhaeng von Sukhothai und Ngam Mueang von Phayao führte.
Die Menschen in Ngoen Yang waren Anhänger des Theravadabuddhismus, der im südlichen gelegenen Hariphunchai sein wichtigstes Zentrum hatte. Als Mengrai zum König von Ngoen Yang gekrönt wurde, zog er die Hauptstadt nach Chiang Rai um. 1281 brach Mengrai in Hariphunchai ein und nahm deren Zentrum, das heutige Lamphun, ein.